# Furcula impuncta
Furcula impuncta är en fjärilsart som beskrevs av Barend J. Lempke 1959. Furcula impuncta ingår i släktet Furcula och familjen tandspinnare. Inga underarter finns listade i Catalogue of Life.